# Dobrjanka (Permský kraj)
Dobrjanka (rusky Добрянка) je město v Permském kraji v Ruské federaci. Při sčítání lidu v roce 2010 měla přes třiatřicet tisíc obyvatel.

## Poloha a doprava
Dobrjanka leží na západní straně Středního Uralu na levém břehu Kamské přehradní nádrže na Kamě při ústí říčky Dobrjanky.
Od Permu, správního střediska kraje, je Dobrjanka vzdálena přibližně šedesát kilometrů severně.
Přes město vede železniční trať z Permu do Kizelu.

## Dějiny
První zmínka o Dobrjance je z roku 1623.  Od roku 1752 zde byla zpracovávána měď a železo. Od roku 1943 je Dobrjanka městem.